# Francisco Augusto Metrass
Francisco Augusto Metrass (n. 7 februarie 1825, Lisabona, Portugalia – d. 14 februarie 1861, Madeira Island⁠(d), Madeira, Portugalia), a fost un pictor portughez romantic.

## Biografie
El a provenit dintr-o familie bogată de imigranți germani care avea o afacere de import. Împotriva dorințelor tatălui său, și-a început studiile artistice în 1836, pe când avea doar unsprezece ani, ca student neînmatriculat la Academia de Arte Plastice din Lisabona. Printre profesorii săi s-au numărat Joaquim Rafael și António Manuel da Fonseca. Inițial, a fost pictor portretist.
Câțiva ani mai târziu, în 1844, a devenit student la Roma, unde s-a asociat cu Johann Friedrich Overbeck, Peter von Cornelius și alți pictori germani, aflați sub influența Mișcării Nazareene.
La întoarcerea în Portugalia, a abandonat portretele în favoarea picturii istorice și a ținut prima expoziție într-un palat aparținând contelui de Lumiares. Lucrările sale nu au fost primite favorabil, așa că și-a vândut toate tablourile către o casă de licitații și a plecat în Franța pentru studii suplimentare. În 1853, s-a întors în Portugalia, schimbându-și stilul pentru a se asemăna mai mult cu cel al vechilor maeștri olandezi. Noile sale lucrări au fost primite în mod favorabil de către public și de către regelui Fedinand II, care a achiziționat pictura unei scene din viața lui Luís Vaz de Camões. De asemenea, a creat câteva schițe pe teme orientaliste, dar acestea s-au dovedit nesatisfăcătoare.
A fost numit profesor de pictură de istorie la Academie în 1854 după ce a câștigat o competiție la care a participat cu tabloul său despre judecata lui Solomon. În anul următor, a avut o expoziție importantă la Exposition Universelle.
Suferind de tuberculoză, a devenit din ce în ce mai incapabil să lucreze. O călătorie în Italia, în căutarea unui climat mai sănătos, i-a înrăutățit starea, așa că a plecat spre Madeira, crezând acea climă poate fi mai bună, dar a murit în acel oraș.

## Legături exerne
- Lucrările digitalizate la Biblioteca Nacional de Portugal
- „Scene clasice” de Metrass @ Veritas Art Auctioneers